# Brixworth
Brixworth är en ort och civil parish i Storbritannien.   Den ligger i grevskapet Northamptonshire i riksdelen England, i den södra delen av landet, 110 km nordväst om huvudstaden London. Brixworth ligger 125 meter över havet och antalet invånare är 5 277.
Terrängen runt Brixworth är platt, och sluttar söderut. Runt Brixworth är det mycket tätbefolkat, med 2 345 invånare per kvadratkilometer. Närmaste större samhälle är Northampton, 8,9 km söder om Brixworth. Trakten runt Brixworth består till största delen av jordbruksmark.